# Heather Ann Thompson
Heather Ann Thompson – amerykańska historyk.
Ukończyła studia na University of Michigan (B.A., 1987; M.A., 1987). Doktorat z historii amerykańskiej obroniła na Princeton University w 1995. Publikowała artykuły naukowe w recenzowanych czasopismach "Journal of Law and Society", "Journal of American History" i "Journal of Urban History".
Za książkę Blood in the Water: The Attica Prison Uprising of 1971 and Its Legacy zdobyła w 2017 Nagrodę Pulitzera w kategorii Historia.

## Książki
- Blood in the Water: The Attica Prison Uprising of 1971 and Its Legacy (Pantheon Books, 2016)
- (red.) Speaking Out With Many Voices: Documenting American Activism and Protest in the 1960s and 1970s, (Pearson, 2009)
- Whose Detroit: Politics, Labor and Race in a Modern American City (Cornell University Press, 2001).